# Эссар дез Эрберари, Николас

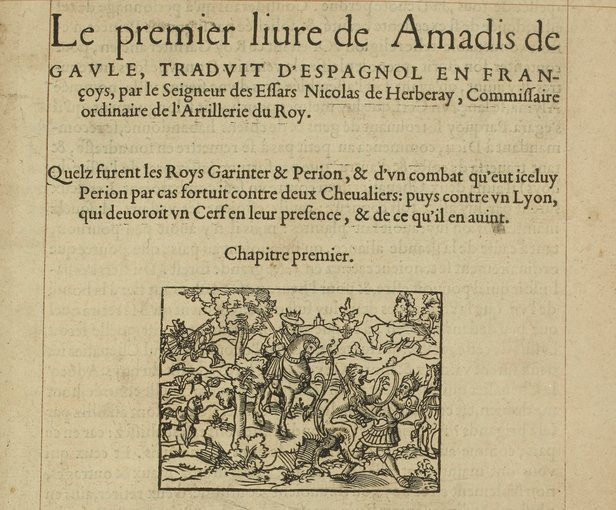
Фрагмент перевода рыцарского романа Гарси Родригеса де Монтальво «Амадис Галльский» («Amadís de Gaula») Н. Эрберари дез-Эссара. 1540

Николас Эссар дез Эрберари (фр. Nicolas Herberay des Essarts; ? — 27 октября 1552) — французский писатель

 и переводчик.
Родился в Пикардии. Служил в королевской артиллерии.
Считался лучшим стилистом своего времени, несмотря на напыщенный язык, испещрённый сочинёнными и иностранными словами.
Исполняя поручение короля Франциска I, перевёл на французский язык «Амадиса Галльского» Гарси Родригеса де Монтальво (1040—1548 г., 8 первых книг). Другие его труды: «L’Amant maltraité de sa mye» (1539); «Premier livre de la chronique du très vaillant et redouté dom Florès de Grèce» (1552); «L’Horloge des Princes» (1555); «Sept livres de Flavius Josòphe» (1557).
- Эта статья (раздел) содержит текст, взятый (переведённый) из одиннадцатого издания «Британской энциклопедии», перешедшего в общественное достояние.